# Molunat
Molunat is een plaats in de gemeente Konavle in de Kroatische provincie Dubrovnik-Neretva. De plaats telt 217 inwoners (2001).